# Bernard Pohlin
Bernard Pohlin, slovenski frančiškan , * 16. september 1700, Kamnik,  † 8. junij 1765, Brdovec, Hrvaška.  
Rodil se je v družini Lovrenca Pohlina, ki je bil verjetno sorodnik Marka Pohlina. Bernard Pohlin je bil prvi Pohlin, za katerega je znano, da si je pridobil izobrazbo na višjih šolah. Gimnazijo je v letih 1715–1720 obiskoval pri jezuitih v Ljubljani. Po končani retoriki je postal 7. septembra 1720 frančiškan. Ugotoviti se dajo samo nekateri samostani, v katerih je bival: leta 1744 Samobor, 1745 in 1746 Brežice, 1747 Klanjat, 1749 Ljubljana, 1750–1753 Nazaret, in od 1756 dalje Brdovec.  Domneva se, da je bil redovnik Bernard Pohlin posredovalec za šolanje Antona Pohlina, ki je bil oče  Marka Pohlina.  